# Makary (Swystun)
Makary, imię świeckie Leonid Swystun (ur. 14 września 1938 w Kijowie, zm. 4 czerwca 2007) – biskup Ukraińskiego Kościoła Prawosławnego Patriarchatu Moskiewskiego.

## Życiorys
Urodził się w rodzinie robotniczej. Po zakończeniu szkoły średniej wstąpił do seminarium duchownego w Kijowie. Naukę teologii kontynuował w Moskiewskiej Akademii Duchownej, w której w 1965 uzyskał tytuł kandydata nauk teologicznych za pracę poświęconą roli mnichów-ikonografów w historii sztuki staroruskiej. Po ukończeniu nauki w aspiranturze przy Akademii jako jeden z najlepszych studentów został skierowany na studia podyplomowe na studia podyplomowe w Instytucie Ekumenicznym w Bossey.
22 maja 1968 został wyświęcony na diakona, a 28 sierpnia tego samego roku przyjął święcenia kapłańskie. 28 września tego roku złożył wieczyste śluby zakonne małej schimy z imieniem Makary. Został skierowany do pracy w filii Wydziału Zewnętrznych Stosunków Cerkiewnych w Kijowie. 31 maja 1970 został archimandrytą, a 7 czerwca tego samego roku miała miejsce jego chirotonia na biskupa humańskiego, wikariusza eparchii kijowskiej. Równocześnie mianowany zwierzchnikiem Patriarszych parafii w Kanadzie i Stanach Zjednoczonych. Od 1975 do 1978 był przedstawicielem Patriarchatu Moskiewskiego przy Światowej Radzie Kościołów, równocześnie będąc proboszczem parafii Narodzenia Matki Bożej w Genewie.
W 1982 został ordynariuszem eparchii iwano-frankiwskiej. Po trzech latach przeniesiony do eparchii argentyńskiej i południowoamerykańskiej jako Patriarszy Egzarcha dla Ameryki Środkowej i Południowej. Od 1990 do 1992 ponownie kierował patriarszymi parafiami w USA z tytułem biskupa klińskiego, wikariusza eparchii moskiewskiej.
W 1992 wrócił na Ukrainę i objął zarząd eparchii winnickiej i bracławskiej. W 2000 otrzymał godność metropolity. Zmarł w 2007 i został pochowany w pobliżu soboru Przemienienia Pańskiego w Winnicy.